# Divina Estrella
Divina Estrella (1956, Santo Domingo) es una atleta velocista dominicana. Compitió en los 100 metros en los Juegos Olímpicos de Montreal 1976 y en la Juegos Olímpicos de Los Ángeles 1984. Fue la primera mujer dominicana en competir en los Juegos Olímpicos. Estableció la plusmarca nacional en 11,09. Se le otorgó la distinción de Inmortal del Deporte en el Pabellón de la Fama del Centro Olímpico Juan Pablo Duarte.